# Belomitra quadruplex
Belomitra quadruplex es una especie de molusco gasterópodo marino de la familia Belomitridae, conocidos comúnmente como buccinos.

## Descripción
El tamaño de la concha varía entre 10 milímetros y 41 milímetros de largo.

## Distribución
Esta especie se distribuye en aguas de Europa, así como en el océano Atlántico frente a las Azores y frente a Nueva Inglaterra, en los Estados Unidos.

## Sinonimias
- Bela guernei Dautzenberg, 1891
- Belomitra fischeri Locard, 1897
- Belomitra lyrata Locard, 1897
- Belomitra paradoxa P. Fischer, 1883
- Belomitra spelta Locard, 1897
- Belomitra spelta var. major Locard, 1897
- Belomitra spelta var. minor Locard, 1897
- Clionella conspicienda Locard, 1897
- Clionella delicatulina Locard, 1897
- Clionella delicatulina var. costulata Locard, 1897
- Clionella quadruplex (R. B. Watson, 1882)
- Clionella quadruplex var. minor Locard, 1897
- Jumala brychia A. E. Verrill & S. Smith, 1885
- Mangelia climakis (R. B. Watson, 1886)
- Oenopota brychia (A. E. Verrill & S. Smith, 1885)
- Oenopota conspicienda (Locard, 1897)
- Oenopota lyrata (Locard, 1897)
- Oenopota spelta (Locard, 1897)
- Pleurotoma (Bela) climakis R. B. Watson, 1886
- Pleurotoma (Clionella) quadruplex R. B. Watson, 1882
- Pleurotoma climakis R. B. Watson, 1886
- Pleurotoma quadruplex R. B. Watson, 1882